# Majdan Kobylański
Majdan Kobylański (pronunciación en polaco: /ˈmajdaŋ kɔbɨˈlaj̃skʲi/) es un pueblo ubicado en el distrito administrativo de Gmina Rudnik, dentro del Condado de Krasnystaw, Voivodato de Lublin, en Polonia oriental. Se encuentra aproximadamente a 4 kilómetros al noreste de Rudnik, a 16 kilómetros al suroeste de Krasnystaw, y a 50 kilómetros al sureste de la capital regional Lublin.